# Kathryn Janeway
Kathryn Janeway, interpretada por Kate Mulgrew, es el personaje principal de la Serie de televisión Star Trek: Voyager. Janeway, es la primera mujer en ser el personaje principal de una serie de Star Trek. Ella es la Capitán de la nave de la Flota Estelar USS Voyager (NCC-74656).

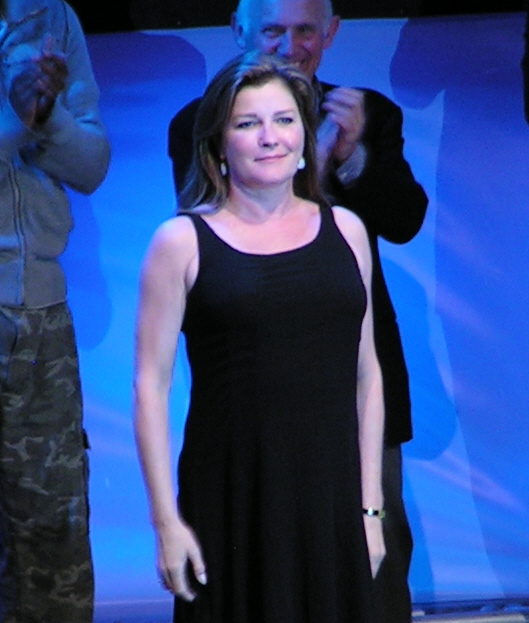
Kate Mulgrew

## Casting
El personaje original fue llamado "Elizabeth Janeway" como la famosa poetisa, sin embargo, después de que Geneviève Bujold fue seleccionada, el personaje fue renombrado "Nicole Janeway", en lugar de "Kathryn" por solicitud de ella. Bujold, acostumbrada al ritmo de filmación del cine no se encontraba preparada para las exigencias de una serie de televisión y abandonó el proyecto el segundo día de filmación de programa Piloto "El guardian". Kate Mulgrew, quien había audicionado para el rol, la sustituyó. Ella sugirió que el nombre del personaje regresara a "Kathryn".
La actriz Chelsea Field también audicionó para el papel.

## Descripción
En 2371, la Capitán Janeway tomó el comando de la USS Voyager. Su primera misión fue localizar una nave Maquis vista por última vez en una zona conocida como "Tierras baldías", entonces la nave maquis y la Voyager fueron escaneadas por un rayo tetrión coherente para posteriormente ser desplazados por una onda masiva al distante cuadrante delta a 75,000 años luz.  La nave maquis es perdida en una batalla en contra de los Kazon, aunque la Voyager sobrevive, sufre numerosas bajas. Dispuesta a proteger a los Ocampa, Janeway destruye la estación de vigilante, la cual tiene la capacidad de regresar a su tripulación al espacio de la federación, varando a la Voyager a más de 75 años de viaje con la tecnología de la Federación.
Su primer gran reto en reunir a las tripulaciones maquis con la de la Voyager. Chakotay, capitán de la nave maquis, sucede al teniente comandante Cavit como primer oficial. Janeway también integra al convicto exoficial de la federación Tom Paris designándolo como teniente piloto de la Voyager.
Otros de los retos de Janeway con su tripulación es ayudar a la ex-Borg Siete de nueve para que recupere su humanidad, o ayudar al programa holográfico médico de emergencia HM1 quién asume las funciones de Doctor para que expanda su programa entendiéndose a sí mismo como un ser sensible.
Voyager ha prolongado su contacto con el continium Q y los Borg. Además, con una versión futura de sí misma (de una línea de tiempo alterna), Janeway ayuda a su tripulación a utilizar uno de los conductos transwarp de los Borg para regresar al espacio de la federación después de vagar 7 años por el cuadrante delta.
Durante el cameo en la película Star Trek: némesis el Capitán Jean-Luc Picard recibe órdenes para su misión a Romulus de Janeway, quién ha sido promovida a vicealmirante después de que la Voyager regresa del cuadrante delta.
Se espera su regreso para la nueva serie de Nickelodeon, Star Trek: Prodigy, donde se revelará nuevos detalles de su tiempo posterior al servicio de la Flota Estelar.

## Características del personaje
La personalidad y el carácter de Janeway resultan bastantes complejos; al ser un Oficial de la Flota de la Federación, y Oficial Científico es disciplinada y metódica, con un alto apego por las normas y reglas de la Federación lo que la lleva a continuos debates éticos al intentar aplicar estas normas en un ambiente hostil como lo es el cuadrante delta.
Asimismo, la capitán Janeway es curiosa con espíritu de exploración, lo que la lleva a correr peligros, tanto a ella como a su tripulación, más allá de los necesarios para la supervivencia, con tal de conocer nuevas culturas o analizar fenómenos naturales.
Tal vez uno de los rasgos de su carácter que la diferencian de los otros capitanes de las series de Star Trek, es una vena protectora que la convierte en una suerte de madre de su tripulación, especialmente de aquellos más frágiles como Harry Kim, la ocampa Kes y más significativamente con la Ex-Borg Siete de Nueve, las únicas ocasiones en que ella acepta a trasgredir las leyes abiertamente es para proteger a sus subalternos.
Amante de las artes, sostiene una relación filial con el personaje de holonovela Leonardo Da Vinci con quién vive algunas aventuras; asimismo, vive un romance con otro personaje en la holonovela Fair Haven llamado Michael Sullivan con quién comparte el gusto por la literatura.; en la vida real estaba comprometida con Mark Johnson al partir a su primera misión como capitana de la voyager, sin embargo él se casa con otra persona después de tres años y medio de que la Voyager desapareciera y él la diera por muerta (Temporada 4, capítulo 15, "Cazadores").

## Trivia
Janeway es La Capitán de la Flota Estelar responsable del mayor número irrupciones en la línea del tiempo en la historia hasta el siglo XXIX según el Capitán Braxton de la nave temporal de la Federación.
Cuando Tom Paris logró rebasar la barrera warp 10 y hacer el primer viaje transwarp (cap 2x15 El umbral) en el que evolucionó aceleradamente, desesperado, secuestró a Janeway llevándola a un segundo viaje transwarp por el que ambos evolucionaron a una especie parecida a reptiles, se procrearon teniendo 3 crías, al localizarlos, el Doctor logró regresarlos a su estado humano; estos son los únicos hijos de la Capitán conocidos.
Llama la atención el continuo cambio de estilo en el cabello, que va desde un severo rodete, cabello corto, largo, etc.